# Zoran Njeguš
Zoran Njeguš (ur. 25 czerwca 1973 roku w Užicach) – serbski piłkarz, występujący na pozycji pomocnika, reprezentant swojego kraju.

## Kariera
Zoran zaczynał karierę w miejscowy klubie FK Sloboda Užice. 2 lata później przeniósł się do Crvenej zvezdy Belgrad. Z Belgradu wyjechał do Madrytu za 3.5 miliona marek serbskich. W tamtej chwili był to najwyższy transfer Atletico w całej historii klubu. Na zakończenie kariery występował w Sevilla FC.
W reprezentacji pierwszy mecz zagrał z Argentyną w 1996, a ostatni z Azerbejdżanem w 2003. Razem rozegrał dla Serbii 7 meczów, nie zdobywając żadnego gola.

## Sukcesy
Puchar Jugosławii
- Zwycięstwo: (1996), (1997)

Puchar Króla
- Finalista: (1999), (2000)